# پترا ولهووا
پترا ولهووا (متولد ۱۳ ژوئن ۱۹۹۵) اسکی‌باز آلپاین اسلواکیایی در جام جهانی است که در رویدادهای فنی مارپیچ کوچک و مارپیچ بزرگ تخصص دارد. ولهووا در سال ۲۰۲۱ عنوان کلی جام جهانی را به دست آورد و در بازی‌های المپیک زمستانی ۲۰۲۲ مدال طلا را در رشته مارپیچ کوچک کسب کرد و اولین اسکی‌باز اسلواکیایی شد که به این موفقیت‌ها دست یافت.

## دوران حرفه‌ای
پترا ولهووا در لیپتوفسکی میکولاش متولد شد و در کودکی جلسات تمرینی خود را در مرکز اسکی پودبرزینی در زادگاهش لیپتوفسکی میکولاش گذراند. این مرکز اسکی که در ارتفاع ۷۰۰ متری قرار دارد و مسیرهایی به طول مجموع ۵۵۰ متر دارد، در اواخر دهه ۲۰۰۰ و اوایل دهه ۲۰۱۰ از استفاده خارج شد. در سال ۲۰۲۲، ولهووا از احیای این مرکز و گروه‌های آموزشی محلی حمایت کرد.
ولهووا در بازی‌های المپیک جوانان زمستانی ۲۰۱۲ مدال طلا کسب کرد و نماینده اسلواکی در اسکی آلپاین در بازی‌های المپیک زمستانی ۲۰۱۴ بود. او همچنین در سال ۲۰۱۴ در جاسنا، اسلواکی، در مسابقات جهانی جوانان اسکی آلپاین مدال طلای مارپیچ کوچک را به دست آورد.

## جام جهانی
او در دسامبر ۲۰۱۲ در سن ۱۷ سالگی اولین حضور خود در جام جهانی را تجربه کرد و سه سال بعد، اولین سکوی خود را با پیروزی در مارپیچ کوچک در دسامبر ۲۰۱۵ در اوره، سوئد به دست آورد. در ۱۷ ژانویه ۲۰۱۶، او برای اولین بار در حرفه خود در مارپیچ بزرگ به دور دوم صعود کرد و در فلچاو با کسب مقام چهاردهم به کار خود پایان داد.

### فصل ۲۰۱۹
در دسامبر ۲۰۱۸، ولهووا اولین پیروزی اسلواکی در مارپیچ بزرگ جام جهانی را در زملرینگ، اتریش به دست آورد – او پس از دور اول در رتبه چهارم بود اما با ثبت دومین زمان سریع در دور دوم، برنده شد. بهترین نتیجه قبلی او در مارپیچ بزرگ رتبه هفتم بود. چند روز بعد، او یک مسابقه مارپیچ موازی را در دامنه هولمنکولباکن در اسلو برنده شد و رکورد بیشترین پیروزی در جام جهانی توسط یک اسکی‌باز آلپاین اسلواکی را شکست.
در ژانویه ۲۰۱۹، پس از پنج بار نایب‌قهرمانی پشت سر میکائیلا شیفرین در مسابقات مارپیچ کوچک، ولهووا در فلچاو پیروز شد و جایزه ۷۰٬۰۰۰ یورویی را کسب کرد. این پنجمین پیروزی او در مارپیچ کوچک بود.
در قهرمانی جهانی اسکی آلپاین ۲۰۱۹، ولهووا یک مجموعه کامل از مدال‌ها کسب کرد: نقره در اسکی ترکیبی، طلا در مارپیچ بزرگ و برنز در مارپیچ کوچک.

## فصل ۲۰۲۰
ولهووا فصل ۲۰۲۰ را با کسب مقام چهاردهم در رشته مارپیچ بزرگ در زلدن آغاز کرد. او نخستین سکوی خود در این فصل را در کیلینگتون با کسب مقام دوم در مارپیچ به دست آورد. در ۱۵ دسامبر ۲۰۱۹، او در رقابت مارپیچ موازی در سنت موریتز پیروز شد. در آخرین مسابقه سال ۲۰۱۹، او در لینتس بار دیگر پس از میکائلا شیفرین دوم شد.
ولهووا سال جدید را با سه پیروزی در چهار مسابقه آغاز کرد. ابتدا در ۴ ژانویه، مارپیچ زاگراب را برد؛ ده روز بعد در فلاخاو قهرمان مارپیچ شد و سپس در ۱۸ ژانویه، تنها پیروزی خود در مارپیچ بزرگ را در سستریره با فدریکا بریگنونه مشترکاً کسب کرد.
او برای کسب عنوان قهرمانی جام جهانی، در بخش سرعت نیز رقابت کرد و در بانسکو دو بار به مقام ششم رسید؛ یک‌بار در اسکی سرعت و یک‌بار در سوپر-جی. او دو نتیجه دیگر در بین ۱۰ نفر برتر را نیز در گارمیش-پارتنکیرشن به دست آورد. آخرین پیروزی فصل او در مارپیچ کرانژسکا گورا در ۱۶ فوریه بود. او بهترین نتیجه شخصی خود در سرعت را در کرانس مونتانا با مقام چهارم در ۲۱ فوریه ثبت کرد. در آخرین مسابقه فصل، او در لا توئیل در سوپر-جی چهارم شد، که بهترین نتیجه‌اش در این رشته تا آن زمان بود.
فصل به دلیل همه‌گیری کووید-۱۹ کوتاه شد. ولهووا در رده‌بندی کلی جام جهانی سوم شد و اولین کره‌های بلورین کوچک خود را در رشته‌های مارپیچ و مارپیچ موازی به دست آورد.

## فصل ۲۰۲۱
ولهووا فصل را با کسب مقام سوم در مارپیچ بزرگ افتتاحیه در زلدن آغاز کرد. او سپس سه پیروزی پیاپی کسب کرد: دو برد در مارپیچ لوی و یک پیروزی در مارپیچ بزرگ موازی در لخ/تسورز.
در دسامبر، ولهووا در اولین مسابقه مارپیچ بزرگ در کورشول سوم شد اما دو روز بعد در مسابقه دوم به خط پایان نرسید. در وال دیزیر، او در دو مسابقه سرعت به مقام‌های ۲۶ و ۳۳ رسید و سپس در سوپر-جی ششم شد.
او سه پیروزی دیگر در این فصل کسب کرد: مارپیچ در زاگراب، مارپیچ بزرگ در یاسنا (مسابقه خانگی‌اش) و مارپیچ در اوره. او همچنین نخستین سکوی خود در مسابقات سرعت را با مقام دوم در سوپر-جی گارمیش-پارتنکیرشن در ۱ فوریه ثبت کرد.
در مسابقات جهانی اسکی آلپاین ۲۰۲۱ در کورتینا دامپتزو، ولهووا دو مدال نقره در ترکیبی آلپاین و مارپیچ کسب کرد.
او با کسب مقام ششم در مارپیچ فینال جام جهانی در لنزرهایده، نخستین عنوان کلی جام جهانی خود را به دست آورد و اولین اسکی‌باز اسلواکیایی شد که این عنوان را کسب می‌کند.

## فصل ۲۰۲۲

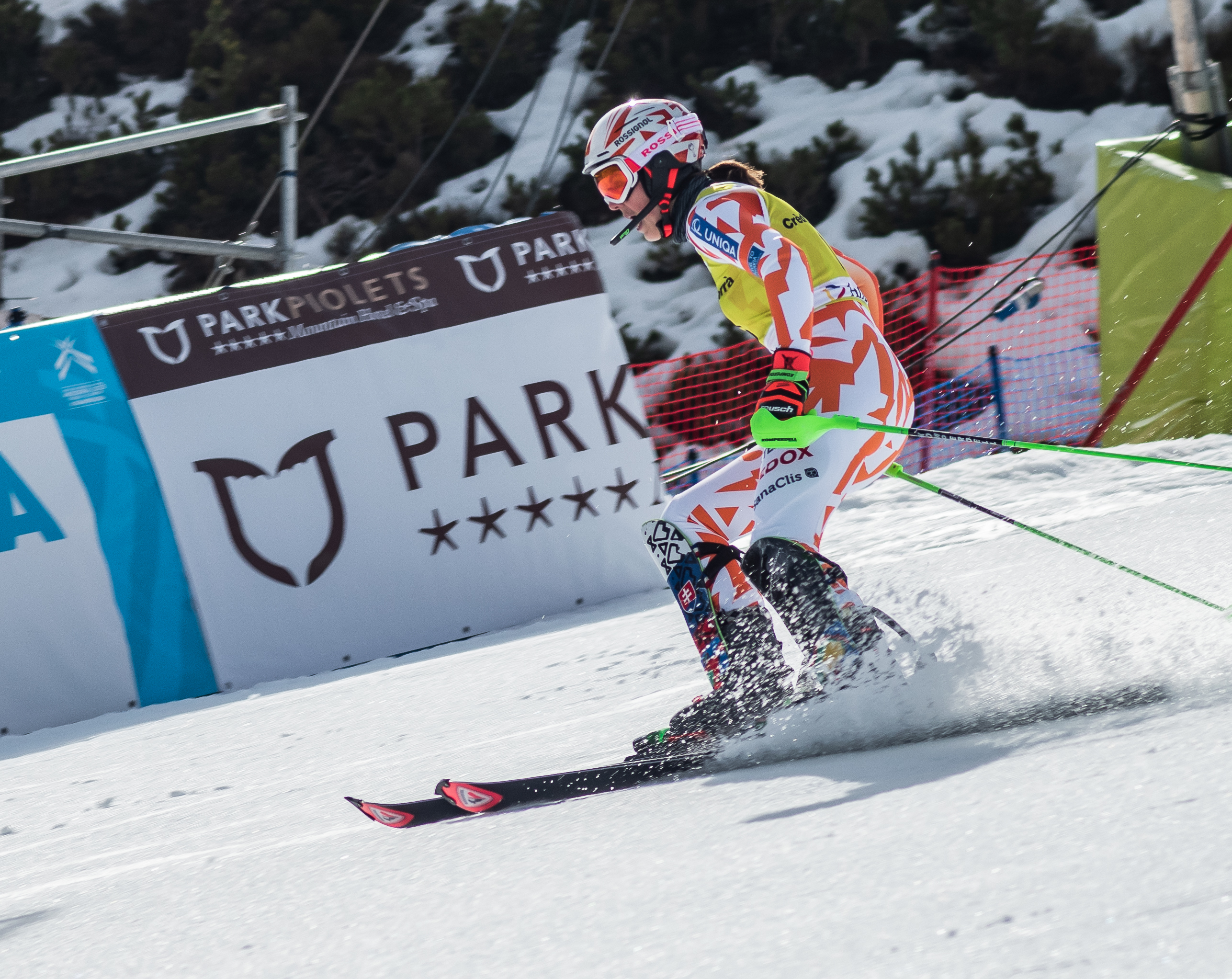
ولهووا در مسابقه مارپیچ در سولدو

پس از پایان فصل ۲۰۲۱، ولهووا به همکاری پنج‌ساله خود با مربی ایتالیایی لیویو ماگونی پایان داد. او مائورو پینی، مربی سوئیسی را جایگزین کرد.
ولهووا فصل را با مقام سوم در مارپیچ بزرگ افتتاحیه در زلدن آغاز کرد. سپس دو پیروزی پیاپی در مارپیچ لوی کسب کرد. او سه برد دیگر در مارپیچ‌های لینتس، زاگراب و کرانژسکا گورا داشت و با کسب مقام دوم در شلاد مینگ، کره بلورین مارپیچ را با دو مسابقه مانده به پایان فصل، از آن خود کرد.
او اولین اسکی‌باز آلپاین اسلواکیایی شد که در بازی‌های المپیک زمستانی ۲۰۲۲ در پکن مدال کسب کرد و در مارپیچ طلا گرفت. او پس از دور اول در جایگاه هشتم بود اما در دور دوم بهترین زمان را ثبت کرد و با ۰٫۰۸ ثانیه اختلاف نسبت به کاترینا لینسبرگر قهرمان جهان، طلا گرفت.
پس از المپیک، ولهووا برای دفاع از عنوان قهرمانی خود در جام جهانی تلاش کرد. او با پیروزی در مارپیچ بزرگ اوره ششمین برد فصل خود را ثبت کرد. با این حال، در نهایت پس از مسابقه نهایی سوپر-جی در کورشول/مریبل، که میکائلا شیفرین در آن دوم شد و قهرمانی را به دست آورد، او شانس کسب عنوان کلی را از دست داد. ولهووا فصل را با دو سکوی دیگر در مارپیچ و مارپیچ بزرگ به پایان رساند.

## فصل ۲۰۲۳
ولهووا فصل را با کسب مقام سوم در رده‌بندی کلی به پایان رساند.

## فصل ۲۰۲۴
ولهووا فصل را با مقام سوم در مارپیچ بزرگ افتتاحیه در زلدن آغاز کرد. نخستین پیروزی فصل خود را در مارپیچ لوی کسب کرد، که بیستمین برد دوران حرفه‌ای‌اش در این رشته بود.